# La BD dont vous êtes le héros
La BD dont vous êtes le héros est une collection de livres-jeux éditée par Makaka éditions.

## Forme générale
Les livres, d'un format proche du A5, se présentent comme des bandes dessinées : la narration est séquencée sous forme de dessins dans des petites cases. En dehors de l'introduction qui est une BD classique, chaque vignette est numérotée et correspond à une situation — dans certains cas, une situation correspond à un enchaînement de plusieurs vignettes. Le cheminement entre vignettes peut se faire par le biais de texte écrit dans un récitatif ou éventuellement dans un phylactère — le paratexte se mêlant alors à la parole —, mais le numéro de la prochaine vignette à lire figure souvent dans le dessin : si le lecteur ou la lectrice veut s'intéresser à un objet, une porte ou un chemin, le numéro de la vignette correspondante est dessiné sur ledit objet.

## Ouvrages
- Série « Chevaliers »
  - Shuky (ill. Waltch, coul. Novy), Chevaliers : Journal d'un héros — Livre 1, Argenteuil, Makaka éditions, juin 2012, 176 p., 15,5×21 (ISBN 978-2-917371-31-2)[2]
  - Shuky (ill. Waltch, coul. Novy), Chevaliers : Livre 2 — Le message, Saint-Étienne-de-Fontbellon, Makaka éditions, juin 2013, 144 p., 15,5×21 (ISBN 978-2-917371-34-3)
  - Shuky (ill. Waltch, coul. Novy), Chevaliers : La Cité ensevelie, Saint-Étienne-de-Fontbellon, Makaka éditions, juin 2014, 96 p., 15,5×21 (ISBN 978-2-917371-52-7)
  - Shuky (ill. Waltch, coul. Novy), Chevaliers : Princesse Gargea, Saint-Étienne-de-Fontbellon, Makaka éditions, octobre 2014, 96 p., 15,5×21 (ISBN 978-2-917371-53-4)
- Série « Pirates »
  - Shuky (ill. Gorobeï), Pirates : Journal d'un héros – Livre 1, Argenteuil, Makaka éditions, octobre 2012, 144 p., 15,5×21 (ISBN 978-2-917371-32-9)
  - Shuky (ill. Gorobeï), Pirates : Livre 2, Saint-Étienne-de-Fontbellon, Makaka éditions, octobre 2013, 144 p., 15,5×21 (ISBN 978-2-917371-35-0)
  - Shuky (ill. Gorobeï), Pirates : Livre 3, Saint-Étienne-de-Fontbellon, Makaka éditions, octobre 2014, 144 p., 15,5×21 (ISBN 978-2-917371-55-8)
- série « Sherlock Holmes »
  - Ced (ill. Ced), Sherlock Holmes, Saint-Étienne-de-Fontbellon, Makaka éditions, octobre 2013, 176 p., 14,5×21 (ISBN 978-2-917371-36-7)[3]
  - Ced (ill. Ced), Quatre enquêtes de Sherlock Holmes, Saint-Étienne-de-Fontbellon, Makaka éditions, décembre 2014, 176 p., 14,5×21 (ISBN 978-2-917371-56-5)
  - Ced (ill. Boutanox), Sherlock Holmes et Moriarty, Saint-Étienne-de-Fontbellon, Makaka éditions, décembre 2015, 144 p., 15,5×21 (ISBN 978-2-917371-68-8)
  - Ced (ill. Ced), Sherlock Holmes et le défis d'Irène Adler, Saint-Étienne-de-Fontbellon, Makaka éditions, décembre 2016, 96 p., 15,5×21 (ISBN 978-2-917371-71-8)
- série « Hocus & Pocus »
  - Manuro (ill. Gorobeï), Hocus & Pocus : L'épreuve des fabulins, Saint-Étienne-de-Fontbellon, Makaka éditions, octobre 2016, 144 p., 15,5×21 (ISBN 978-2-917371-72-5)
  - Gorobeï (ill. Gorobeï), Hocus & Pocus : duo de choc, Saint-Étienne-de-Fontbellon, Makaka éditions, novembre 2017, 144 p., 15,5×21 (ISBN 978-2-917371-72-5)
- autres
  - Cetrix (ill. Yuio), Les Magiciens du fer, Saint-Étienne-de-Fontbellon, Makaka éditions, mai 2014, 176 p., 14,5×21 (ISBN 978-2-917371-50-3)
  - Waltch (ill. Jon Lankry), Zombies, Saint-Étienne-de-Fontbellon, Makaka éditions, juillet 2014, 144 p., 15,5×21 (ISBN 978-2-917371-54-1)[4]
  - Manuro (ill. MC), Captive, Saint-Étienne-de-Fontbellon, Makaka éditions, décembre 2014, 160 p., 14,5×21 (ISBN 978-2-917371-58-9) ambiance horreur contemporaine
  - Manuro (ill. Ben Gurdic, coul. Damien gay), Les Larmes de Nüwa, Saint-Étienne-de-Fontbellon, Makaka éditions, juin 2015, 96 p., 14,5×21 (ISBN 978-2-917371-63-3)
  - Moon (ill. 2D), Loup Garou, Saint-Étienne-de-Fontbellon, Makaka éditions, octobre 2015, 144 p., 15×21 (ISBN 978-2-917371-69-5)
  - Ced (ill. Stivo), Mystery : la BD dont vous êtes le super héros, Saint-Étienne-de-Fontbellon, Makaka éditions, décembre 2016, 144 p., 15,5×21 (ISBN 978-2-917371-74-9)[5]
  - Shuky (ill. Raoul Poli), Hold Up, Saint-Étienne-de-Fontbellon, Makaka éditions, mai 2017, 144 p., 14,5×21 (ISBN 978-2-917371-75-6)[6]
  - Manuro (ill. Ottami), Magica Tenebrae, Saint-Étienne-de-Fontbellon, Makaka éditions, juin 2017, 144 p., 14,5×21 (ISBN 978-2-917371-76-3)